# Tage Sylvan
Tage Ludvig Sylvan, född 9 januari 1801 i Ystad, död 1 mars 1879 i Öja socken, Skåne, var en svensk jurist och jordbrukare.

## Biografi
Sylvan blev student vid Lunds universitet 1818 och avlade hovrättsexamen där 1822. Efter ´tingstjänstgöring blev han magistratssekreterare i Ystad 1826, rådman där 1828 och var som sin fars efterträdare borgmästare i Ystad 1830–1848. År 1837 erhöll Sylvan lagmans namn. 
Han tog 1827 initiativet till bildandet av Skånska städernas brandförsäkringsförening och var 1828 en av stiftarna av Ystads sparbank. Sedan han genom gifte med Fredrique Christine Lundgren 1829 blivit förmögen, köpte han omfattande lantegendomar. År 1834 köpte han på auktion Glimmingehus. År 1839 arrenderade Sylvan det av Karl XIV Johan uppförda Bollerups borg, och efter kungens död köpte han den 1844. 
Under de följande åren köpte han bland annat Öja och Bjersjöholm i närheten av Ystad, Stora Frösunda i Solna samt ett flertal egendomar i Skåne och Västergötland. Han lät renovera den medeltida borgen vid Bollerup, lät uppföra nya herrgårdsbyggnader på Bjersjöholm och Öja och lade stora summor på förbättring av jordbruken och nyodlingar. Vid flera anläggningar tog han även initiativet till industriella anläggningar. Bland annat anlade han ett ångbränneri vid Glimmingehus 1837, det första i Sydsverige. På 1850-talet inköpte han Brunkebergs hotell. 
Till Ystads stad skänkte han bland annat ett sockerbruk, ett hem för pauvres honteux (Sorgenfri) och arbetarbostäder (Fridhem). Ett stort intresse ägnade han åt de svenska lantbruksskolorna. När Alnarps lantbruksinstitut inrättades, skänkte Sylvan ett stort penningbelopp dit, och i sitt testamente donerade han Bollerups säteri ett en lantbruksskola för Kristianstads län.
Tage Sylvan var son till borgmästaren i Ystad, tituläre lagmannen Peter Sylvan och Anna Catharina Pettersson. Han var far till godsägaren och konstnären Peter Sylvan.